# Органетта

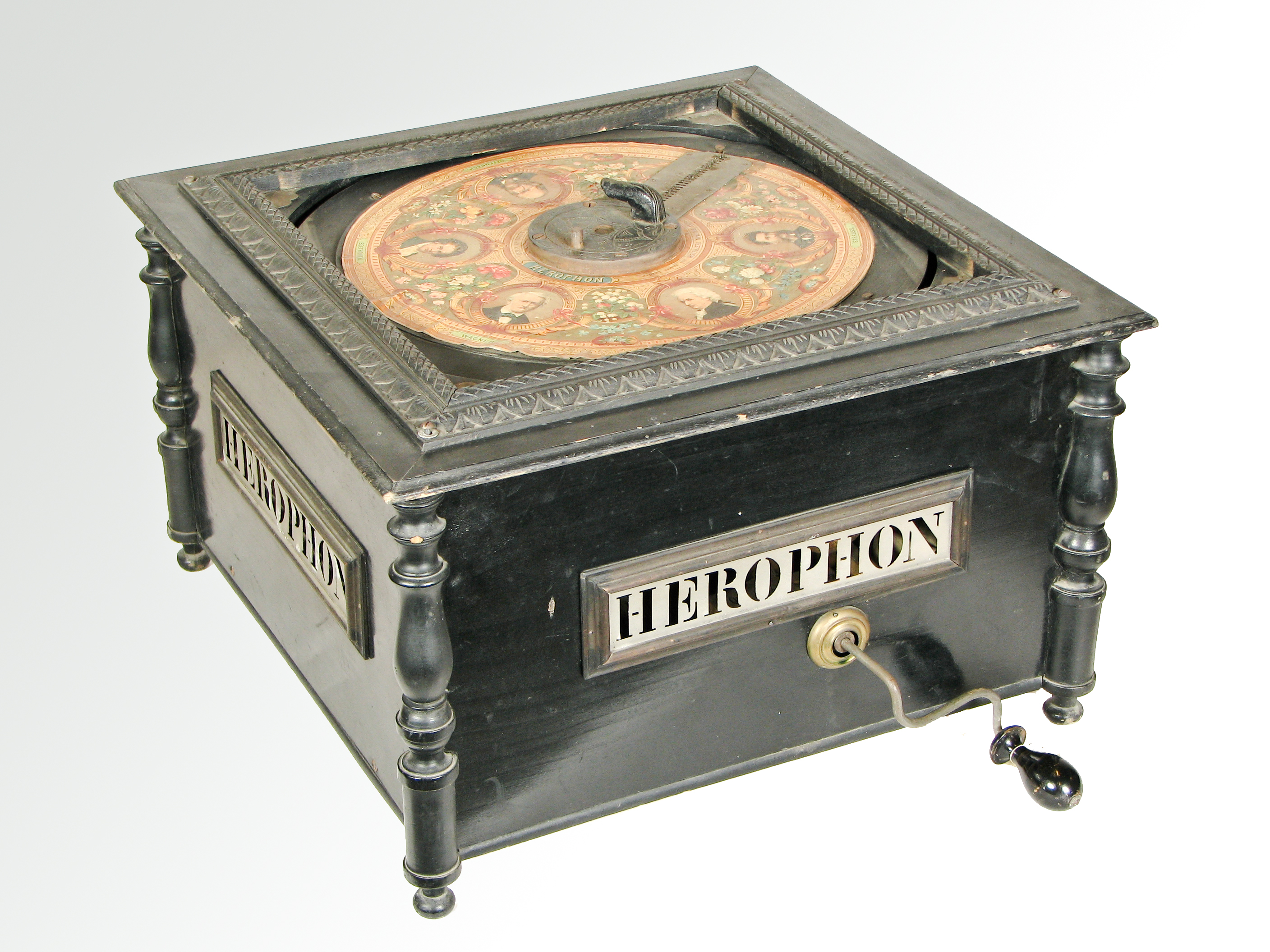
Органетта «Герофон» фирмы Euphonika Musikwerke, Лейпциг, Германия. Коллекция инструментов Музея музыки, объект N244348.

Органе́тта — небольшой механический музыкальный инструмент, устроенный по принципу фисгармонии. При вращении рукоятки воздух нагнетается в меховую камеру, откуда затем подаётся на язычки, из-за чего они издают звуки. Рукоятка также приводит в движение носитель музыки, которым могут быть перфорированные картонные или металлические диски, свёрнутая в рулоны либо сложенная как книга специальная плотная перфорированная бумага или деревянный валик со штифтами.
С 1870 по 1930 годы органетты производились в огромном количестве; существовало более 550 моделей, наиболее популярными были модели «Аристон» и «Манопан». Основное производство органетт находилось в Лейпциге в Германии, также они производились в Великобритании и США. Органетты в большинстве были достаточно дешёвыми, выбор музыки, записанной на различных носителях, был весьма обширным. В журнале Сайнтифик Америкэн в выпуске 19 ноября 1879 г. было сказано: «...самая замечательная особенность этого изобретения — регулярность и совершенство воспроизведения музыки. Играются все партии, и музыка великолепна.»
Без должного технического обслуживания у органетт возникают проблемы с негерметичностью мехов, и тогда подача воздуха становится недостаточной. Тем не менее, исправные и с хорошо аранжированной музыкой, они могут развлечь даже сегодня.
Органетты потеряли популярность с появлением более доступного фонографа.